# زبان‌شناسی شناختی
زبان‌شناسی شناختی رویکردی در مطالعه زبان است که به بررسی رابطه میان زبان انسان، ذهن او و تجارب اجتماعی و فیزیکی او می‌پردازد. به عبارت دیگر، در زبان‌شناسی شناختی تلاش می‌شود تا مطالعه زبان بر اساس تجربیات ما از جهان، نحوه درک و شیوه مفهوم‌سازی باشد؛ بنابراین، مطالعه زبان از این نگاه، مطالعه الگوهای مفهوم‌سازی‌ست. با مطالعه زبان، می‌توان به ماهیت و ساختار افکار و آراء ذهن انسان پی برد. در این نگرش، فرض بر آن است که زبان الگوهای اندیشه و ویژگی‌های ذهن انسان را منعکس می‌کند.

## تاریخچه
مطالعات مربوط به زبان‌شناسی شناختی از دههٔ ۱۹۷۰ شروع شد و از دههٔ ۱۹۸۰ به‌بعد، به‌تدریج گسترش یافت و اکنون به یکی از مهم‌ترین و پرطرفدارترین مکاتب زبان‌شناسی در غرب، به‌ویژه اروپا، بدل شده‌است. زبان‌شناسی شناختی ریشه در مباحث زبانی و علوم شناختی نوظهور در دهه‌های ۱۹۶۰ و ۱۹۷۰، به‌ویژه در بررسی مقوله‌بندی (categorization) در ذهن انسان و روان‌شناسی گشتالتی دارد. پژوهش‌های نخستین در زبان‌شناسی شناختی در دهه‌های ۱۹۷۰ و ۱۹۸۰ در بخش‌های غربی ایالات متحدهٔ آمریکا انجام می‌شد. در اواخر دههٔ ۱۹۸۰، حوزهٔ این پژوهش‌ها به اروپا نیز کشیده شد و از دههٔ ۱۹۹۰ به‌بعد، در بسیاری از نقاط مختلف جهان می‌توان محققانی را یافت که خود را زبان‌شناس شناختی می‌دانند. انجمن بین‌المللی زبان‌شناسی شناختی در ۱۹۸۹ در همایش دویسبورگ آلمان رسماً پایه‌گذاری شد.
این نگرش حاصل نزاع‌های زبان‌شناختی میان معنی‌شناسان زایشی و طرفداران نوآم چامسکی است. دو تن از معنی‌شناسان زایشی، یعنی جرج لیکاف و رونالد لانگاکر، در ادامه، به این نتیجه رسیدند که نگرش به نظریهٔ زبان‌شناسی باید از ریشه تغییر کند و بنیاد مطالعات زبانی باید بر اساس معنی و توجه به قوای شناختیِ انسان باشد. آن‌ها با نگرش تعبیری به «معنی» مخالف بودند و بررسی معنای زبانی را بر اساس معنی‌شناسی صدق و کذب و مؤلفه‌های معنایی نادرست می‌دانستند. در زبان‌شناسی شناختی، درست برعکسِ دیدگاهِ صورت‌گرایی، معنی اصل و صورت فرع است.

## مبانی
در زبان‌شناسی شناختی، دیدگاه مهم سوسور مبنی بر اینکه زبان، نظامی از نشانه‌هاست، پذیرفته شده‌است. در این نگرش، نمادهای معنایی، ثابت و ازپیش‌تعیین‌شده نیستند، بلکه فرایندهایی ذهنی در نظر گرفته می‌شوند که لانگاکر در اشاره به آنها، به جای اصطلاح «مفهوم»، از «مفهوم‌سازی» بهره می‌برد. زبان، افکار ما را رمزگذاری می‌کند. زبان به ما اجازه می‌دهد در تمام موقعیت‌ها با بهره‌گیری از «واحدهای نمادین» (تکواژها، کلمات یا زنجیره‌ای از کلمات) به رمزگذاری و انتقال مفاهیم و افکار پیچیده و ظریف خود بپردازیم. درک کامل زبان، بستگی به دانش دائرةالمعارفی دارد و واژه‌ها فقط در بخشی از مفهوم‌سازی شرکت می‌کنند.

### زبان و اندیشه
زبان‌شناسان شناختی معتقدند زبان و اندیشه، هر دو دارای نظام و ساختار هستند. جملات زیر را در نظر بگیرید:
- عید نوروز دارد به سرعت نزدیک می‌شود.
- احمد و علی دوستی دوری با هم دارند.

جمله اول به حوزه مفهومی «زمان» و جمله دوم به حوزه مفهومی «محبت» مربوط است که هر دو انتزاعی هستند. «حوزه مفهومی» مجموعه‌ای از دانش درون نظام مفهومی ماست که تجربه‌ها و مفاهیم مرتبط را در خود دارد و به آن‌ها نظم می‌دهد. در این جملات، مفاهیم انتزاعی (عید نوروز و دوستی) با استفاده از مفاهیم عینی (حرکت و فاصله فیزیکی) بیان شده‌اند؛ بنابراین مفاهیم انتزاعی در ذهن انسان با بهره‌گیری از مفاهیم عینی سازمان‌بندی می‌شوند. زبان‌شناسان شناختی بر خلاف زبان‌شناسان زایشی، زبان را نظامی جدا از سایر قوای ذهنی نمی‌دانند و حوزه‌ای بودن ذهن را نمی‌پذیرند. لیکاف دو اصل را از مبانی زبان‌شناسی شناختی می‌داند: «اصل تعمیم» و «اصل شناختی».

### اصل تعمیم
در رویکردهای دیگر، معمولاً مطالعه زبان را به چند بخش «واج‌شناسی»، «صرف»، «معنی‌شناسی»، «نحو» و «کاربردشناسی» تقسیم می‌کنند. زبان‌شناسان شناختی با تکیه بر اصل تعمیم، معتقدند که جنبه‌های مختلف دانش زبانی بر اساس برخی توانایی‌های شناختی ساخته می‌شوند. این توانایی‌ها عام هستند و از حوزه‌ای به حوزه دیگر متفاوت نیستند. به عبارت دیگر، اگر قاعده‌ای شناختی وجود دارد، در همه بخش‌های زبان به کار می‌روند و تنها در یک بخش کاربرد ندارد. نمونه‌هایی از تعمیم‌پذیری قواعد شناختی را می‌توان در بحث «مقوله‌ها» و «چندمعنایی» مشاهده کرد.

## آثار مرتبط
از میان آثار مهم این دیدگاه، می‌توان به این موارد اشاره کرد:
- استعاره‌هایی که با آنها زندگی می‌کنیم (۱۹۸۰ جورج لیکاف و مارک جانسون)
- فلسفه در گوشت و خون (۱۹۹۹- جورج لیکاف- ام جانسون)
- دستور زبان شناختی (دو جلد- ۱۹۸۷ و ۱۹۹۱- رونالد لانگاکر)
- زنان، آتش و چیزهای خطرناک (۱۹۸۷- جورج لیکاف)
- فضاهای ذهنی (۱۹۹۴- ژیل فوکونیه)
- به سوی معنی‌شناسی شناختی (۲۰۰۰- لئونارد تالمی)
- سرفصلهایی در زبان‌شناسی شناختی (۱۹۸۸- ویرایش: بریجیدا رودزکا اوستین)
- زبان‌شناسی شناختی در ردوود (۱۹۹۶- ویرایش: اوژن کاساد)